# Joseph Arthur Costello
Joseph Arthur Costello (9 de maio de 1915 - 22 de setembro de 1978) foi um bispo da Igreja Católica nos Estados Unidos e serviu como bispo auxiliar da arquidiocese de Newark, Nova Jersey, de 1963 a 1978.

## Biografia
Nascido em Newark, no estado de Nova Jersey, Joseph Costello foi ordenado sacerdote para a Arquidiocese de Newark em 7 de junho de 1941.
Em 17 de novembro de 1962, o Papa João XXIII nomeou Costello como Bispo-titular de Choma e Bispo Auxiliar de Newark. Foi consagrado bispo pelo arcebispo Thomas Boland em 24 de janeiro de 1963. Os principais co-consagradores foram o bispo James McNulty, de Paterson, e o bispo auxiliar de Newark, Martin Stanton.
Joseph Costello participou de três das quatro sessões do Concílio Vaticano II (1962-1965). Ele continuou a servir como bispo auxiliar até sua morte aos 63 anos em 22 de setembro de 1978.